# 以色列奖
以色列奖（希伯來語：‎）是以色列的一个奖项，奖励多种领域的贡献。颁奖每年举办一次，典礼于以色列独立日在耶路撒冷举行，以色列国家元首亲自参加。获奖者名单于颁奖日几个月前公布。首届以色列奖于1953年在教育部长Ben-Zion Dinur的建议下颁发，他自己于1958年和1973年获得此奖。以色列奖颁发对象是以色列公民，需在获奖前定居以色列三年以上，但特殊情况下亦可颁给居住在以色列的外国公民。以色列的每个居民可推荐另一位候选人参选。获奖者是由委员会选出的。2008年奖金为75000新谢克尔。